# Carl Hjernø
Carl Hjernø, egentlig Carl Christian Hjernøe (født 29. august 1871 på Sankt Thomas i Dansk Vestindien, død 18. november 1913 på Frederiksberg) var en dansk digter, dramatiker og skuespiller.
Han var søn af prokurator Hermann Meier Hjernøe (1823-1877) og Petrine Wilhelmine Marie Schousboe (1837-1911). Efter faderens død i december 1877 på Sankt Thomas flyttede familien tilbage til Danmark og bosatte sig i København.
Påvirket af især Johannes Jørgensen skrev Carl Hjernø op gennem 1890'erne og efter århundredeskiftet en lang række digte, som tryktes i tidens litterære tidsskrifter og blade. Litteraturhistorisk hører de tidligste af digtene til i omegnen af symbolismen, uden dog at deviere nævneværdigt fra de vemodsstemninger om regn og nat og bladefald, som også andre af periodens poetae minores dyrkede. Interessant for sin eksotisme er prosadigtet "Vestindiske Nætter", der tryktes i det første hæfte af Louis Levys og Ludvig Mylius-Erichsens kortlivede månedsskrift Ungt Blod (1895). Men mest sig selv er Hjernø i et digt som "Landsbystemninger" (1899), hvor det personlige og livets hvashed får lov at fylde mere end den lånte stil. Først i 1908 lykkedes det Hjernø at få en samling digte udgivet i bogform. Den fik titlen Disse Digte, disse Minder –.
En del kradsbørstigere gik han til værks i skuespillet Tage, der udkom 26. oktober 1894. "Arbejdet [er] i sin Tankegang og Tendens baade [...] sygt og stygt, skruet og frastødende", skrev dagbladet Dannebrogs anmelder og fandt, at stykket flere steder havde ubehagelige reminiscenser af Henrik Ibsens Gengangere. Stykket blev indleveret til Dagmarteatret allerede i foråret 1894, men kom aldrig til opførelse. Endnu mindre held havde Hjernø med et nyt helaftensskuespil, som han fuldendte i maj 1895, og som det var planen at indlevere til Folketeatret. Heller ikke det blev opført og udkom aldrig i bogform.
Efter at have modtaget privatundervisning blev Hjernø i august 1897 engageret som skuespiller til Aarhus Teaterpersonale af direktør Albert Helsengreen, som ventede sig meget "af den tidligere Digters mondæne Elegance", skrev dagbladet Vort Land. Han debuterede 27. august 1897 på Aalborg Teater, hvor Helsengreens trup åbnede sæsonen, i den franske farceoperette Fa'ers Kone. Hans 2. debut var som den unge fabrikant Helvig i Oscar Madsens Grænsefolk, der havde provinspremiere i Aalborg 1. september 1897. I samme trup var skuespillerinden Agnes Frederikke Andersen (f. 1874) ansat, men hvem Hjernø blev gift i marts 1898.
Tilbage i København blev Hjernø med Herman Bangs hjælp ansat på Folketeatret i sæsonen 1899-1900, hvor han spillede en del mindre roller. Hans første optræden var 20. august 1899 som dommeren i Ludvig Holbergs Jeppe paa Bjerget, hans sidste optræden var 6. april 1900 som bødlen i Sidney Grundys dramatisering af Alexandre Dumas' De tre Musketerer. I danmarkspremieren d. 25. november 1899 på Bjørnstjerne Bjørnsons Over ævne. Andet stykke (1895) havde Hjernø rollen som Halden.
I det københavnske gadebillede var Carl Hjernø efter århundredeskiftet en elsket og iøjnefaldende figur. Ved hans død skrev Kai Friis Møller, at
| „ | Hans høje, magre, lidt ludende Skikkelse og hans glatragede, rødlige og benede Ansigt var kendt af hvert Barn paa Gaden. Mange smilede ad hans gravitetiske Fremtoning og hans naive Lapsethed [...], men hans aabne, umistænksomme Væsen og hans urokkelige Tro paa sit eget Kald som Lyriker var saa afvæbnende, at Ingen kunde smile uvenligt. | “ |

Den sidste sommer af sit liv medvirkede Hjernø om formiddagene som statist i stumfilmen Atlantis. Om aftenerne var han engageret som oplæser på varietéen Billigheden i Allégade på Frederiksberg, hvor han deklamerede egne og Drachmannske poesier.
Carl Hjernø døde af lungetuberkulose d. 18. november 1913, 42 år gammel.

## Værker
- Tage. Skuespil i tre Akter. Gyldendalske Boghandels Forlag, 1894.
- Disse Digte, disse Minder –. Nordiske Forfatteres Forlag, 1908.